# Sezona Velikih nagrad 1936
Sezona Velikih nagrad 1936 je bila četrta sezona Evropskega avtomobilističnega prvenstva.

## Poročilo
V sezoni 1936 je na koledar dirk prvič v večji meri vplivala tudi svetovna politika. 3. oktobra 1935 so italijasnke čete vkorakale v Etiopijo, zato so 18. novembra Združeni narodi proti Italiji uvedli gospodarske sankcije. Benito Mussolini je med drugim odgovoril z bojkotom francoskih in britanskih dirk. 7. marca 1936 je Adolf Hitler vkorakal v demilitarizirano območje Porenja, 18. julija pa je izbruhnila Španska državljanska vojna. V zahodni Evropi je bila dirkaška sezona prekinjena zaradi stavk in nemirov, Velika nagrada Belgije in dirka za 24 ur Le Mansa sta bili zaradi tega odpovedani.
Sezona 1936 je bila sezona Auto Uniona in Bernda Rosemeyerja. Sedemindvajsetletni nemški dirkač je prevladoval na prvenstvenih dirkah in osvojil naslov evropskega prvaka. Sredi sezone se je poražen Mercedes-Benz umaknil iz dirk. V razredu Voiturette je prevladoval Richard Seaman v deset let starem dirkalniku Delage.
7. decembra 1935 je bilo v Zürichu zasedanje o predlogih za nova dirkaška pravila. Pogovori so šli predvsem v smer omejitve delovne prostornine motorjev na 1500 cm³, toda nobena rešitev ni bila potrjena. Drugo zasedanje je potekalo februarja 1936, ko je bil v ospredju predlog o omejitvi delovne prostornine motorjev na 4000 oziroma 2700 cm³. Odločitev je bila sprejeta šele oktobra 1936 o omejitvi delovne prostornine motorjev na 4500 oziroma 3000 cm³, toda šele za sezono 1938.

### RazredGrand Prix
Mercedes-Benz
Po dveh letih konfliktov si je Alfred Neubauer želel odpustiti Luigija Fagiolija, toda moštvo si ni moglo privoščiti izgube dirkača njegovih kvalitet. Dirkaška zasedba je tako ostala nespremenjena, ob Fagioliju sta jo sestavljala še Rudolf Caracciola in Manfred von Brauchitsch ter Hermann Lang kot mladi dirkač. Caracciola je Neubauerja pozval naj v moštvo pripelje tudi svojega prijatelja Louisa Chirona namesto poškodovanega Hansa Geierja.
Kot odgovor na grožnjo s strani Auto Uniona in Alfe Romeo, je Mercedes-Benz predstavil nov 5,6 litrski V12 motor z 600 KM z imenom DAB. Šasijo je bilo potrebno predelati, da je dirkalnik z novim težjim motorjem zadostil pravilu o maksimalni masi dirkalnika 750 kg. Nov dirkalnik je imel kar 25 cm krajšo medosno razdaljo od lanskega, vseboval je tudi vzdolžni menjalnik in zadnje vzdetenje de Dion. Novi dirkalnik je bil tako majhen, da visoki von Brauchitsch v njem ni mogel normalno sedeti, zato je imel porazno sezono. Novi motor DAB se je izkazal za preveč težkega. Ko so inženirji le uspeli maso dirkalnika z vgrajenim motorjem spraviti pod dovoljeno mejo, se je dirkalnik izkazal za nevoznega zaradi neugodne porazdelitve teže. Zato so bili prisiljeni v naglici izdelati 4,7 litrsko različico lanskega motorja ME25 z 450 KM. Sezona 1936 se je izkazala za najslabšo sezono v zgodovini Mercedes-Benza. Kot odgovor na neuspeh je bil ustanovljen novi dirkaški oddelek (nemško Rennabteilung) s šefom Rudolfom Uhlenhautom, ki je prevzel dirkaško moštvo od eksperimentalnega oddelka.
Auto Union
Auto Union je sezono 1936 začel s svojim novim dirkalnikom Auto Union Typ C z izboljšanim V16 motorjem z delovno prostornino 6000 cm³, ki je lahko proizvajal 520 KM. V več pogledih je bila izboljšana tudi vodljivost dirkalnika, tudi z uporabo limited slip diferenciala ZF. Karl Feuereissen je prevzel mesto športnega direktorja od Willyja Walba. Dirkaško zasedbo so sestavljali Hans Stuck, Achille Varzi in Bernd Rosemeyer ter Rudolf Heydel, Ernst von Delius in Rudolf Hasse kot mladi dirkači. Moštvo pa sta zapustila Paul Pietsch in Hermann zu Leiningen.
Alfa Romeo
Alfa Romeo je še vedno izdelovala dirkalnike 8C-35 z novimi V12 motorji z delovno prostornino 4100 cm³, ki ga je poimenovala 12C/36. V Scuderii Ferrari je kot prvi dirkač ostal Tazio Nuvolari, kot tudi  Antonio Brivio, Carlo Pintacuda in Mario Tadini. René Dreyfus je razvijal talbotove športne dirkalnike, toda se je vrnil v moštvo pred dirko za Veliko nagrado Deauvilla okoli polovice sezone. Carlo Felice Trossi, ki je bil športni direktor Scuderie od leta 1932 je dal odpoved in prestopil v Maserati. Novi moštveni dirkač je postal Giuseppe Farina, ki je zapustil privatno moštvo Gina Rovera.
Maserati
Gino Rovere je leta 1936 postal direktor Maseratija. Scuderia Subalpina se je preimenovala v Scuderio Torino, ki je za Trossija pripravila nov dirkalnik V8RI. Športni direktor moštva je bil Giorgio Ambrosini. Med sezono niso veliko delali na razvoju dirkalnika V8RI, le delovno prostornino motorja so dvignili na 4700 cm³. Starejši dirkalniki Maserati 8CM niso bili več konkurenčni za najvišja mesta, konec sezone je Maserati popolnoma ustavil ves razvoj dirkalnikov do uveljavitve novih pravil za sezono 1938. 
Bugatti
Bugatti je razvijal lažjo različico svojega dirkalnika Bugatti T59/T50 z motorjem z delovno prostornino 4700 cm³, toda že zastarelo šasijo in vzmetenjem. Jean-Pierre Wimille je ostal edini redni dirkač moštva.

### RazredVoiturette
Maserati
Scuderia Torino je še vedno nastopala z dirkalniki 4C-1500 do dirke Eifelrennen, ko so bili pripravljeni novi dirkalniki Maserati 6CM. Dirkalnik je spominjal na miniaturno verzijo dirkalnika V8RI z neodvisnim vzmetenjem in aerodinamično šasijo. Dirkalnik po moči ni bil konkurenčen dirkalniku ERA B, toda z dirkači, kot sta bila Trossi in Omobono Tenni, je moštvo doseglo nekaj zmag na domačih dirkah.
ERA
Dirkaško zasedbo tovarniškega moštva so sestavljali Raymond Mays, Marcel Lehoux, Earl Howe in Pat Fairfield, sedem dirkalnikom ERA B pa je bilo prodano privatnikom. Z njimi so dirkali tudi Princ Bira, Reggie Tongue in Nicholas Embiricos. Po uspešni predhodni sezoni, je bila sezona 1936 za moštvo ERA slabše. Dirkalniki so se izkazali za nezanesljive, tudi zaradi slabe priprave dirkalnikov s strani same tovarne.
Richard Seaman
Giulio Ramponi, ki je pripravljal dirkalnik za Richarda Seamana, je prepričal slednjega, da naj namesto z dirkalnikom ERA nastopa raje s starejšim dirkalnikom Delage 155B, s katerim je nekoč dirkal tudi Earl Howe, še prej v sezoni 1927 pa je tovarniškemu moštvu prinesel naslov Svetovnega konstruktorskega prvenstva. Ta poteza je bila za mnoge poznavalce presenečenje, toda izkušeni Ramponi je napravil dobro potezo, kajti dirkalnik Delage, ki so mu znižali maso za 120 km in mu namestili nov kompresorski motor, se je izkazal za dominantni dirkalnik sezone.

## Dirkači in moštva
| Konstruktor   | Moštvo           | Šasija       | Motor                                      | Glavni dirkači          | Mladi dirkači         |
| ------------- | ---------------- | ------------ | ------------------------------------------ | ----------------------- | --------------------- |
| Mercedes-Benz | Mercedes-Benz    | W25 (36)     | 4730 cm³/5577 cm³ V8/V12 superkompresorski | Rudolf Caracciola       | Hermann Lang          |
| Mercedes-Benz | Mercedes-Benz    | W25 (36)     | 4730 cm³/5577 cm³ V8/V12 superkompresorski | Louis Chiron            | Hermann Lang          |
| Mercedes-Benz | Mercedes-Benz    | W25 (36)     | 4730 cm³/5577 cm³ V8/V12 superkompresorski | Manfred von Brauchitsch | Hermann Lang          |
| Mercedes-Benz | Mercedes-Benz    | W25 (36)     | 4730 cm³/5577 cm³ V8/V12 superkompresorski | Luigi Fagioli           | Hermann Lang          |
| Auto Union    | Auto Union       | Typ C        | 6006 cm³ V16 superkompresorski             | Bernd Rosemeyer         | Ernst von Delius      |
| Auto Union    | Auto Union       | Typ C        | 6006 cm³ V16 superkompresorski             | Hans Stuck              | Rudolf Hasse          |
| Auto Union    | Auto Union       | Typ C        | 6006 cm³ V16 superkompresorski             | Achille Varzi           | Rudolf Heydel         |
| Alfa Romeo    | Scuderia Ferrari | 8C-35 12C/37 | 3822 cm³/4064 cm³ V8/V12 superkompresorski | Tazio Nuvolari          | Carlo Maria Pintacuda |
| Alfa Romeo    | Scuderia Ferrari | 8C-35 12C/37 | 3822 cm³/4064 cm³ V8/V12 superkompresorski | Carlo Maria Pintacuda   | Giuseppe Farina       |
| Alfa Romeo    | Scuderia Ferrari | 8C-35 12C/37 | 3822 cm³/4064 cm³ V8/V12 superkompresorski | Antonio Brivio          | Mario Tadini          |
| Maserati      | Scuderia Torino  | V8RI         | 4200 cm³ Straight-8 superkompresorski      | Carlo Felice Trossi     |                       |
| Bugatti       | Bugatti          | 59/50        | 4972 cm³ Straight-8 superkompresorski      | Jean-Pierre Wimille     |                       |

## Koledar dirk

### Prvenstvene dirke
| Št | Velika nagrada         | Dirkališče  | Datum         | Zmag. dirkač      | Zmag. moštvo  | Poročilo |
| -- | ---------------------- | ----------- | ------------- | ----------------- | ------------- | -------- |
| 1  | Velika nagrada Monaka  | Monaco      | 13. april     | Rudolf Caracciola | Mercedes-Benz | Poročilo |
| 2  | Velika nagrada Nemčije | Nürburgring | 26. julij     | Bernd Rosemeyer   | Auto Union    | Poročilo |
| 3  | Velika nagrada Švice   | Bremgarten  | 23. avgust    | Bernd Rosemeyer   | Auto Union    | Poročilo |
| 4  | Velika nagrada Italije | Monza       | 13. september | Bernd Rosemeyer   | Auto Union    | Poročilo |

### Pomembnejše neprvenstvene dirke
| Dirka                         | Dirkališče      | Datum         | Zmag. dirkač                         | Zmag. moštvo  | Poročilo |
| ----------------------------- | --------------- | ------------- | ------------------------------------ | ------------- | -------- |
| Grand Prix de Pau             | Pau             | 1. marec      | Philippe Étancelin                   | Maserati      | Poročilo |
| Velika nagrada Tripolija      | Mellaha         | 10. maj       | Achille Varzi                        | Auto Union    | Poročilo |
| Eläintarhanajot               | Eläintarharata  | 10. maj       | Eugen Bjørnstad                      | Alfa Romeo    | Poročilo |
| Velika nagrada Tunisa         | Kartagina       | 17. maj       | Rudolf Caracciola                    | Mercedes-Benz | Poročilo |
| Velika nagrada Frontieresa    | Chimay          | 31. maj       | Eddie Hertzberger                    | MG            | Poročilo |
| Velika nagrada Penya Rhina    | Montjuic Park   | 7. junij      | Tazio Nuvolari                       | Alfa Romeo    | Poročilo |
| Velika nagrada Ria de Janeira | Gávea           | 7. junij      | Vittorio Coppoli                     | Bugatti       | Poročilo |
| Eifelrennen                   | Nürburgring     | 14. junij     | Bernd Rosemeyer                      | Auto Union    | Poročilo |
| Velika nagrada Madžarske      | Budimpešta      | 21. junij     | Tazio Nuvolari                       | Alfa Romeo    | Poročilo |
| Velika nagrada Milana         | Milano          | 28. junij     | Tazio Nuvolari                       | Alfa Romeo    | Poročilo |
| Velika nagrada Sao Paula      | Sao Paulo       | 12. julij     | Carlo Maria Pintacuda                | Alfa Romeo    | Poročilo |
| Velika nagrada Deauvilla      | Deauville       | 19. julij     | Jean-Pierre Wimille                  | Bugatti       | Poročilo |
| Velika nagrada Vila Reala     | Vila Real       | 26. julij     | Vasco do Sameiro                     | Alfa Romeo    | Poročilo |
| Coppa Ciano                   | Livorno         | 2. avgust     | Carlo Maria Pintacuda Tazio Nuvolari | Alfa Romeo    | Poročilo |
| Coppa Acerbo                  | Pescara         | 15. avgust    | Bernd Rosemeyer                      | Auto Union    | Poročilo |
| Junior Car Club 200 mile race | Donington Park  | 29. avgust    | Richard Seaman                       | Delage        | Poročilo |
| Coppa Edda Ciano              | Lucca           | 6. september  | Mario Tadini                         | Alfa Romeo    | Poročilo |
| Velika nagrada Modene         | Modena          | 21. september | Tazio Nuvolari                       | Alfa Romeo    | Poročilo |
| Velika nagrada Doningtona     | Donington Park  | 3. oktober    | Hans Rüesch Richard Seaman           | Alfa Romeo    | Poročilo |
| Vanderbilt Cup                | Roosevelt Field | 12. oktober   | Tazio Nuvolari                       | Alfa Romeo    | Poročilo |
| Mountain Championship         | Brooklands      | 17. oktober   | Raymond Mays                         | ERA           | Poročilo |
| Velika nagrada Buenos Airesa  | Costanera       | 18. oktober   | Carlos Arzani                        | Alfa Romeo    | Poročilo |

## Dirkaško prvenstvo
| Poz | Dirkač                     | MON | NEM | ŠVI | ITA | Toč |
| --- | -------------------------- | --- | --- | --- | --- | --- |
| 1   | Bernd Rosemeyer            | Ret | 1   | 1   | 1   | 10  |
| 2   | Hans Stuck                 | 3   | 2   | 3   | Ret | 15  |
| 3   | Tazio Nuvolari             | 4   | Ret | Ret | 2   | 17  |
| 4   | Achille Varzi              | 2   |     | 2   | Ret | 19  |
| 5   | Raymond Sommer             | 7   | 9   | Ret |     | 21  |
| 6   | Rudolf Caracciola          | 1   | Ret | Ret |     | 22  |
| 7   | Antonio Brivio             | 5   | 3   |     |     | 23  |
| =   | Carlo Felice Trossi        | Ret | 8   |     | 7   | 23  |
| =   | Ernst von Delius           |     | 6   |     | 3   | 23  |
| 10  | Manfred von Brauchitsch    | Ret | 7   | Ret |     | 24  |
| =   | Rudolf Hasse               |     | 4   | 5   |     | 24  |
| =   | Hermann Lang               |     | Ret | 4   |     | 24  |
| =   | René Dreyfus               |     | Ret | Ret | 4   | 24  |
| 14  | Jean-Pierre Wimille        | 6   | Ret | Ret |     | 26  |
| =   | Luigi Fagioli              | Ret | 5   | Ret |     | 26  |
| =   | Giuseppe Farina            | Ret |     | Ret | Ret | 26  |
| 17  | Pietro Ghersi              | 8   |     |     | Ret | 27  |
| 18  | William Grover-Williams    | 9   |     |     |     | 28  |
| =   | Philippe Étancelin         | Ret |     | Ret |     | 28  |
| =   | Louis Chiron               | Ret | Ret |     |     | 28  |
| =   | Thomas Cholmondeley-Tapper |     | 10  |     |     | 28  |
| =   | Francesco Severi           |     | Ret |     |     | 28  |
| =   | Carlo Maria Pintacuda      |     |     |     | 5   | 28  |
| =   | Piero Dusio                |     |     |     | 6   | 28  |
| 25  | Clemente Biondetti         |     |     | Ret | Ret | 29  |
| 26  | J. Walter Rens             |     | Ret |     |     | 30  |
| =   | Earl Howe                  |     |     | Ret |     | 30  |
| 28  | Eugenio Siena              | Ret |     |     |     | 31  |
| =   | Mario Tadini               | Ret |     |     |     | 31  |
| =   | Richard Seaman             |     | Ret |     |     | 31  |
| =   | Juan Zanelli               |     | Ret |     |     | 31  |
| =   | Jacques de Rham            |     |     | Ret |     | 31  |
| Poz | Dirkač                     | MON | NEM | ŠVI | ITA | Toč |

| Barva     | Rezultat                    | Točke |
| --------- | --------------------------- | ----- |
| Zlata     | Zmagovalec                  | 1     |
| Srebrna   | Drugi                       | 2     |
| Bronasta  | Tretji                      | 3     |
| Zelena    | Prevozil več kot 75% dirke  | 4     |
| Modra     | Prevozil med 50% in 75%     | 5     |
| Vijolična | Prevozil med 25% in 50%     | 6     |
| Rdeča     | Prevozil manj kot 25% dirke | 7     |
| Črna      | Diskvalificiran             | 8     |
| Prazna    | Ni dirkal (DNP)             | 8     |